# گویش تجریشی

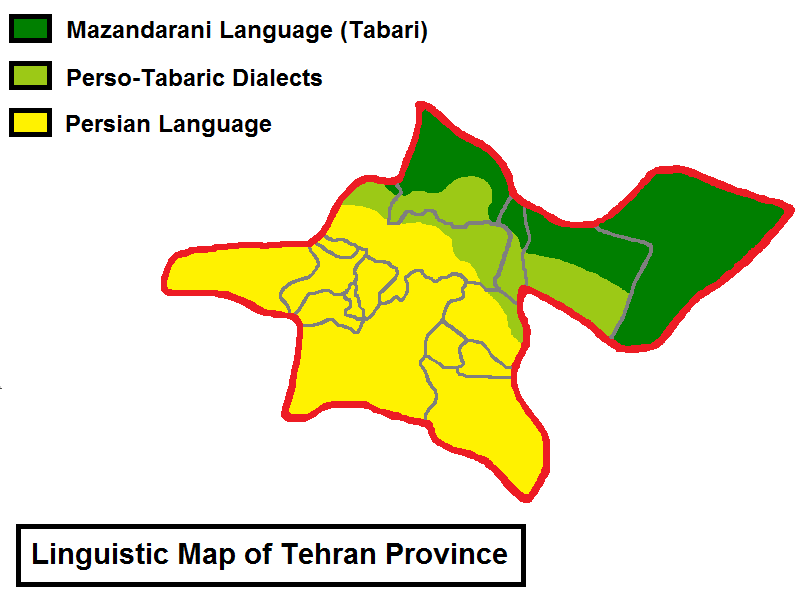
نقشهٔ زبانی استان تهران، رنگ سبز تیره زبان مازندرانی، رنگ سبز روشن گویش‌های انتقالی بین فارسی و مازندرانی، رنگ زرد زبان فارسی

گویش تجریشی یکی از گویش‌های زبان فارسی و زیر مجموعه گویش‌های فارسی-تبری است.
حبیب برجیان، زبان‌شناس ایرانی، که بررسی کامل تمام منابع در دسترس از گویش تجریشی را انجام داده در پایان تحقیق خود می‌نویسد: «بررسی ژنتیکی گویش تجریش این امر را تأیید می‌کند که تجریشی، علی‌رغم تغییرات جزئی نسبت به فارسی استاندارد امروزی، تفاوتی با گروه فارسی (زبان‌های ایرانی جنوب غربی) نشان نمی‌دهد. در ریخت‌شناسی فعل است که در تجریشی یک تأثیر بزرگ از زبان‌های حاشیه دریای خزر پیدا می‌کنیم که به واسطه پیوندهای قدیمی اجتماعی-اقتصادی با نواحی شمال کشور بر این گویش تأثیرگذار شده است؛ بنابراین می‌توانیم تجریشی و دیگر گویش‌های شمیرانی را فارسی با تأثیرگیری قابل توجه از گویش‌های حاشیه دریای خزر بدانیم.»
حبیب برجیان در ادامه می‌نویسد: «با کمال تعجب، ما در گویش تجریش و دیگر روستاهای قدیم شمیران هیچ اثری از زیربنای شاخه زبان‌های ایرانی شمال غربی نمی‌یابیم … و تنها چیزی که در این میان می‌توان یافت لایه صرفی نسبتاً سطحی است که از گویش‌های خزری جذب شده است. این نشان‌دهنده آن است که تجریش، شمیران، ری و سکونتگاه‌های مجاور آن از دورانی بسیار اولیه فارسی‌زبان بوده‌اند.
گویش‌های انتقالی بین فارسی و مازندرانی را گویش‌های فارسی-مازندرانی نامیده‌اند که در مناطق شمالی‌تر از شمیران نظیر آهار، اوشان و فشم گویش می‌شود. دانشنامه ایرانیکا درباب زبان منطقه قصران آورده است که باید به دو بخش باید تقسیم شود. زبان بومیان شمال و شمال شرق منطقه بخش درونی قصران نزدیکی بسیار زیادی به زبان مازندرانی دارد. گویش منطقه جنوبی از اوشان در مرکز تا جاجرود و تجریش در جنوب شمیران حالت انتقالی بین فارسی و مازندرانی دارد و تأثیراتی از زبان‌های کاسپین را نشان می‌دهد. والنتین ژوکوفسکی خاورشناس و زبان‌شناس روس اواخر قرن ۱۹ میلادی در سفری که به ایران داشت در حوالی شمیران با گویش تجریشی آشنا شده و در آثارش به این گویش اشاره می‌کند.
۳۴۲۳
به دلیل تأثیر زبان مازندرانی بر تجریشی برخی آن را در دسته انتقالی بین فارسی و مازندرانی ذکر کرده‌اند. می‌باشد. به اعتقاد حبیب برجیان گویش تجریشی گویشی منقرض شده است. به گفته حسین سامعی، دکتر سامعی نقل نمودند که تجریشی اصیل می‌باشند و هنوز در خانواده ایشان سالخوردگان بین خود به گویش تجریشی سخن می‌گویند. به گفته الهه گل‌بستان گویش آهاری گویشی از گویش‌های تجریشی است. به گفته وی این گویش تحت تأثیر زبان فارسی در شرف انقراض می‌باشد.
تحقیق دربارهٔ گویش تجریش را نخستین بار ژوکوفسکی در سال ۱۸۸۳ تا ۱۸۸۹ انجام داد و سپس سامعی در سال ۱۳۸۳ تحقیق جامع‌تری را در این باره منتشر کرد. به گفته مهدی علمداری در حال حاضر فقط بعضی افراد مسن تجریش با این گویش آشنایی دارند اما در روستاهای دورتر از مرکز تجریش هنوز کم و بیش به آن سخن می‌گویند. این گویش شباهت زیادی به گویش مناطق جنوبی شهرهای دماوند مانند گیلیارد و آیینه‌ورزان دارد.
به گفتهٔ حبیب برجیان در دامنه جنوبی رشته کوه البرز طیف وسیعی از لهجه‌های ترکیبی وجود دارند که می‌توانند به دو گروه تقسیم شوند: گروه نخست گویش‌های طبری هستند که تحت تأثیر زبان فارسی هستند که اصطلاحاً به آن گویش تبری‌گون گفته می‌شود و گروه دوم گویش‌های زبان فارسی هستند که تحت تأثیر زبان طبری قرار داشته‌اند و به نوعی مرز انتقال دو زبان طبری و فارسی محسوب می‌شوند. در گویش‌های انتقالی یک واگرایی در واژگان فارسی دیده می‌شود که با لهجه تهرانی تلفظ می‌شوند و از نظر ریخت‌شناسی بسیار شبیه به گویش تهرانی هستند ولیکن از نظر فعلی تحت تأثیر زبان مازندرانی هستند و دراین گویش‌ها افعال مازندرانی در غالب فارسی صرف می‌شود. باوجود نزدیکی بین گویش‌های انتقالی و فارسی، به علت وجود واژگان متفاوت و استفاده از افعال مازندرانی درک متقابل بین گویشوران این دو زبان به شدت پایین می‌باشد و پژوهشگرانی همچون صادق کیا از زبان طبری برای فهم این گونه گویش‌ها بهره جسته‌اند.
دانشنامه ایرانیکا درباب زبان منطقه قصران آورده است که باید به دو بخش باید تقسیم شود. زبان بومیان شمال و شمال شرق منطقه بخش درونی قصران نزدیکی بسیار زیادی به زبان مازندرانی دارد. گویش منطقه جنوبی از اوشان در مرکز تا جاجرود و تجریش در جنوب شمیران گونه ای از گویش‌های انتقالی است.
والنتین ژوکوفسکی خاورشناس و زبان‌شناس روس اواخر قرن ۱۹ میلادی در سفری که به ایران داشت در حوالی شمیران با گویش تجریشی آشنا شده و در آثارش به این گویش اشاره می‌کندو تا امروز در محدوده‌هایی از جمله سرآسیاب دولاب، شاه عبدالعظیم و… هنوز هم افرادی با لهجه شمیرانی صحبت می‌کنند.
گیتی دیهیم در کتاب بررسی خرده‌گویش‌های منطقهٔ قصران به انضمام واژه‌نامهٔ قصرانی آورده است: البته زبان رایج در لالان مانند اوشان، فشم، میگون و لواسان، کاملاً تاتی نیست و زبان مازندرانی بسیار در آن نفوذ یافته است. گویش مردم لالان به گویش روستاهای امامه، زایگان، آبنیک، گرمابدر، میگون و شمشک در قصران بسیار نزدیک است. نفوذ مازندرانی در زبان تاتی قصران به این دلیل است که قصران در گذشته تحت حاکمیت طبرستان قرار داشته اما در تقسیمات کشوری معاصر جزو استان تهران محسوب می‌شود.حسین کریمان در جلد دوم کتاب قصران کوهسران آورده است :منطقه قصران باستانی شامل مناطق اوشان، فشم، شمشک، گاجره و روستاهای کوهپایه‌ای توچال تا مناطق غربی رودخانه جاجرود. زبان عمومی مردم قصران لهجه‌ای از زبان باستانی پهلوی است که زبان طبری یا مازندرانی، که از ریشهٔ زبان‌های دیرین ایرانی است، و عربی و اندکی ترکی، بدان درآمیخته و از زبان دری نیز در قرون اسلامی تأثیر یافته است، و هر چه از ری به مازندران نزدیک تر شوند بر میزان لهجهٔ مازندرانی به همان نسبت افزوده می‌شود، چنان‌که در لهجهٔ میگون و شهرستانک و لالان و زایگان و روته و گرمابدر و شمشک و دربندسر لهجهٔ مازندرانی غلبه دارد.

## محدوده جغرافیایی
گویش تجریشی گویش بومیان تجریش بود که در تجریش گویش می‌شده است.

## دستور زبان

### ضمایر
در گویش تجریش ضمیر سه حالت دارد: فاعلی، مفعولی و ملکی.
| ضمیر          | ۱ مفرد | ۲ مفرد | ۳ مفرد | ۱ جمع | ۲ جمع  | ۳ جمع   |
| ------------- | ------ | ------ | ------ | ----- | ------ | ------- |
| فاعلی، تجریش  | man    | tu     | u      | mâ    | šomâ   | unâhâ   |
| مفعولی، تجریش | manro  | toro   | uro    | mâro  | šomaro | unâhâro |
| ملکی، تجریش   | m      | t      | š      | mon   | ton    | šon     |

### شناسه
در گویش تجریش شناسه‌ها به صورت زیر در آخر فعل می‌آیند:
| گذشته                                   | ۱ مفرد | ۲ مفرد | ۳ مفرد | ۱ جمع | ۲ جمع | ۳ جمع |
| --------------------------------------- | ------ | ------ | ------ | ----- | ----- | ----- |
| شناسه پس از همخوان (صامت)               | am     | i      | ∅      | im    | in    | an    |
| شناسه پس از واکه (حرف صدادار) فعل حال   | m      | y      | e      | ym    | yn    | n     |
| شناسه پس از واکه (حرف صدادار) فعل گذشته | m      | y      | ∅      | ym    | yn    | n     |
| شناسه پس از واکه (ی)                    | am     | ey     | ∅      | eym   | eyn   | an    |

### صرف فعل
در جدول زیر فعل دادن (hâdian) بر اساس گویش تجریش در زمان‌های مختلف صرف می‌شود.
| زمان/شخص           | ۱ مفرد       | ۲ مفرد       | ۳ مفرد       | ۱ جمع          | ۲ جمع          | ۳ جمع        |
| ------------------ | ------------ | ------------ | ------------ | -------------- | -------------- | ------------ |
| حال التزامی        | hâdam        | hâdi         | hâde         | hâdim          | hâdin          | hâdan        |
| حال ساده           | hâmdam       | hâmdi        | hâmde        | hâmdim         | hâmdin         | hâmdan       |
| حال در حال انجام   | daram-hâmdam | dari-hâmdi   | dare-hâmde   | darim-hâmdim   | darin-hâmdin   | daran-hâmdan |
| گذشته ساده         | hâdâm        | hâdây        | hâdâ         | hâdâym         | hâdâyn         | hâdân        |
| گذشته استمراری     | hâmdâm       | hâmdây       | hâmdâye      | hâmdâym        | hâmdâyn        | hâmdân       |
| گذشته در حال انجام | dabom-hâmdâm | daboy-hâmdây | dabo-hâmdâye | daboym-hâmdâym | daboyn-hâmdâyn | dabon-hâmdân |
| گذشته کامل         | hâdaye bom   | hâdaye boy   | hâdaye bo    | hâdaye boym    | hâdaye boyn    | hâdaye bon   |

در جدول زیر فعل دیدن (bedian) بر اساس گویش تجریش در زمان‌های مختلف صرف می‌شود.
| زمان/شخص           | ۱ مفرد       | ۲ مفرد       | ۳ مفرد     | ۱ جمع          | ۲ جمع          | ۳ جمع        |
| ------------------ | ------------ | ------------ | ---------- | -------------- | -------------- | ------------ |
| حال التزامی        | beinam       | beini        | beine      | beinim         | beinin         | beinan       |
| حال ساده           | meinam       | meini        | meine      | meinim         | meinin         | meinan       |
| حال در حال انجام   | daram-meinam | dari-meini   | dare-meine | darim-meinim   | darin-meinin   | daran-meinan |
| گذشته ساده         | bediam       | bediey       | bedi       | bedieym        | bedieyn        | bedian       |
| گذشته استمراری     | mediam       | mediey       | medi       | medieym        | medieyn        | median       |
| گذشته در حال انجام | dabom-mediam | daboy-mediey | dabo-medi  | daboym-medieym | daboyn-medieyn | dabon-median |
| گذشته کامل         | bedia bom    | bedia boy    | bedia bo   | bedia boym     | bedia boyn     | bedia bon    |

### نشانه جمع
اسم در گویش تجریشی با [hâ] و [â] به اسم جمع تبدیل می‌شود.
| خونه‌ها | xonahâ |
| بچه‌ها  | iâlâ   |

### نشانه نکره
در گویش تجریشی با افزودن حرف [yek] یا [ye] به اول جمله اسم نکره ایجاد می‌شود همچنین اگر به آخر اسمی حرف [i] اضافه شود اسم نکره ساخته می‌شود.
| یک نفر | yek kesi |
| یک پسر | yâli     |

### مضاف مضافٌ‌الیه
در گویش تجریشی همچون زبان‌های فارسی مضافٌ‌الیه پس از مضاف می‌آید. در گویش طالقانی و مازندرانی و گیلکی برخلاف این قاعده عمل می‌شود.
| نماز شب | nemâz šou |
| پل بالا | pul bâlâ  |

### صفت و موصوف
در گویش تجریشی همچون زبان فارسی صفت پس از موصوف می‌آید. در گویش طالقانی و مازندرانی و گیلکی برخلاف این قاعده عمل می‌شود.
| نان سوخته | nun besauxte |
| صورت سفید | dim sefidi   |

### حرف اضافه
در گویش تجریشی حرف اضافه از قبیل زیر است:
| فارسی معیار | گویش تجریش |
| ----------- | ---------- |
| از          | ez/az      |
| روی         | bar        |
| به          | be         |
| در          | de/mon/mun |
| روی         | ru         |
| با          | vâ/vo      |
| برای        | vase       |
| را          | o/u/ro/ra  |

| فارسی معیار                                    | گویش تجریش                                     |
| ---------------------------------------------- | ---------------------------------------------- |
| بینی در صورت هست                               | demog mon dim dere                             |
| برو در خانه                                    | bašu mun xune                                  |
| برای این دختر می‌آورم                           | vase i duxteri miorem                          |
| پشیمان بود چرا من سکه مسی (پول سیاه) را نگرفتم | pešimon vobu vase či men puli siyoru honegetam |
| با تو کار دارد                                 | vo tu kor dore                                 |
| کفشم در پام نبود                               | kušem pomde danabu                             |
| هر دو زن را بده                                | har dotu zonu hode                             |
| آن پسر را می‌خواهد                              | un puserro moxo                                |
| قبل از این کدخدای ده بودم                      | piš ez inâ xydoi de bum                        |

### فعل شدن
در گویش تجریشی سه فعل [gedian] و [bavoan] و [šodan] به معنای شدن است.
| فارسی معیار   | گویش تجریش    |
| ------------- | ------------- |
| سنگین شد      | sangin gede   |
| خوب می‌شوند    | xob megedian  |
| خوب شدم       | xob bavum     |
| عوض شد        | avaz bavo     |
| غروب که می‌شود | qorub ke meše |

### فعل بودن
در گویش تجریش همچون زبان مازندرانی برای بیان بودن در جایی از فعل [dar] (زمان حال) و از فعل [dav] (زمان گذشته) استفاده می‌شود.
| فارسی معیار      | گویش تجریش         |
| ---------------- | ------------------ |
| کتاب کجا هست     | ketâb koje dare    |
| این بچه کجا هست  | i yâlak koje dare  |
| دیشب کجا بودی    | dišo koje davoy    |
| یک نفر اینجا بود | ye nafer injâ davo |

### افعال
شماری از افعال تجریشی و مقایسه آن با گویش ساری و فارسی:
| گویش تجریش | گویش ساری | فارسی |
| ---------- | --------- | ----- |
| biyâmom    | biyâmome  | آمدم  |
| biyoudan   | biyourden | آوردن |
| dabessam   | davesseme | بستم  |
| hâmde      | hedâ      | داد   |
| mukunam    | kumbe     | می‌کنم |
| kunam      | hâkunem   | بکنم  |
| baressiey  | baresiye  | رسید  |
| meresi     | reseni    | می‌رسی |

### واژگان
شماری از واژه‌های تجریشی و مقایسه آن با گویش کجوری و فارسی:
| گویش تجریش    | گویش کجوری (کندلوس) | فارسی   |
| ------------- | ------------------- | ------- |
| puser         | rikâ/pesar          | پسر     |
| yâl/beče      | vače                | پسر     |
| adisa         | ašnufe              | عطسه    |
| vase          | vesse               | برای    |
| mišgâ/gungušd | mičkâ               | گنجشک   |
| vezgak        | vag                 | قورباغه |
| četuni        | čitini              | چطورید  |
| dim           | dim                 | صورت    |
| bua           | piyar               | پدر     |
| nana          | mâr/nenâ            | مادر    |
| qalâq         | kalâj               | کلاغ    |
| bol           | bâl                 | دست     |